# Kiyoshi Nakamura
Kiyoshi Nakamura (Shiga, 20 mei 1971) is een voormalig Japans voetballer.

## Carrière
Kiyoshi Nakamura speelde tussen 1992 en 1997 voor Shimizu S-Pulse en Ventforet Kofu.